# Primera guerra civil inglesa

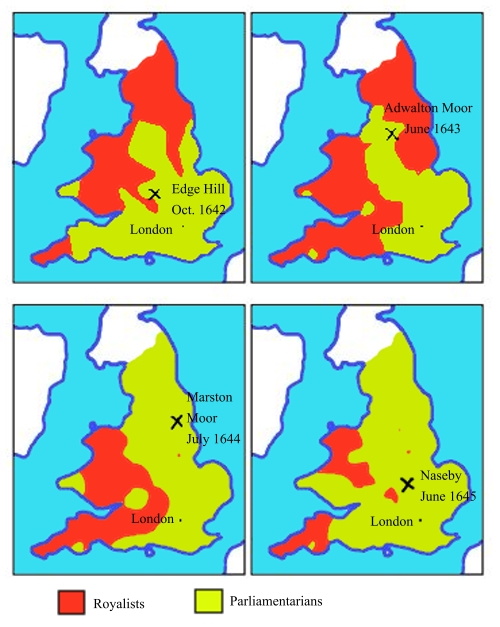
Las posiciones realistas están en rojo y las parlamentarias, en amarillo (1642-1645).

La Primera guerra civil inglesa comenzó en 1642 y finalizó en 1646. Consiste en el primer episodio de una serie de tres guerras conocidas como la guerra civil inglesa (o "Guerras"), en las que se enfrentaron militarmente y políticamente las fuerzas parlamentarias y los realistas. Los otros dos episodios son la segunda guerra civil inglesa (1648-1649) y la tercera guerra civil inglesa (1649-1651).

## Visión general

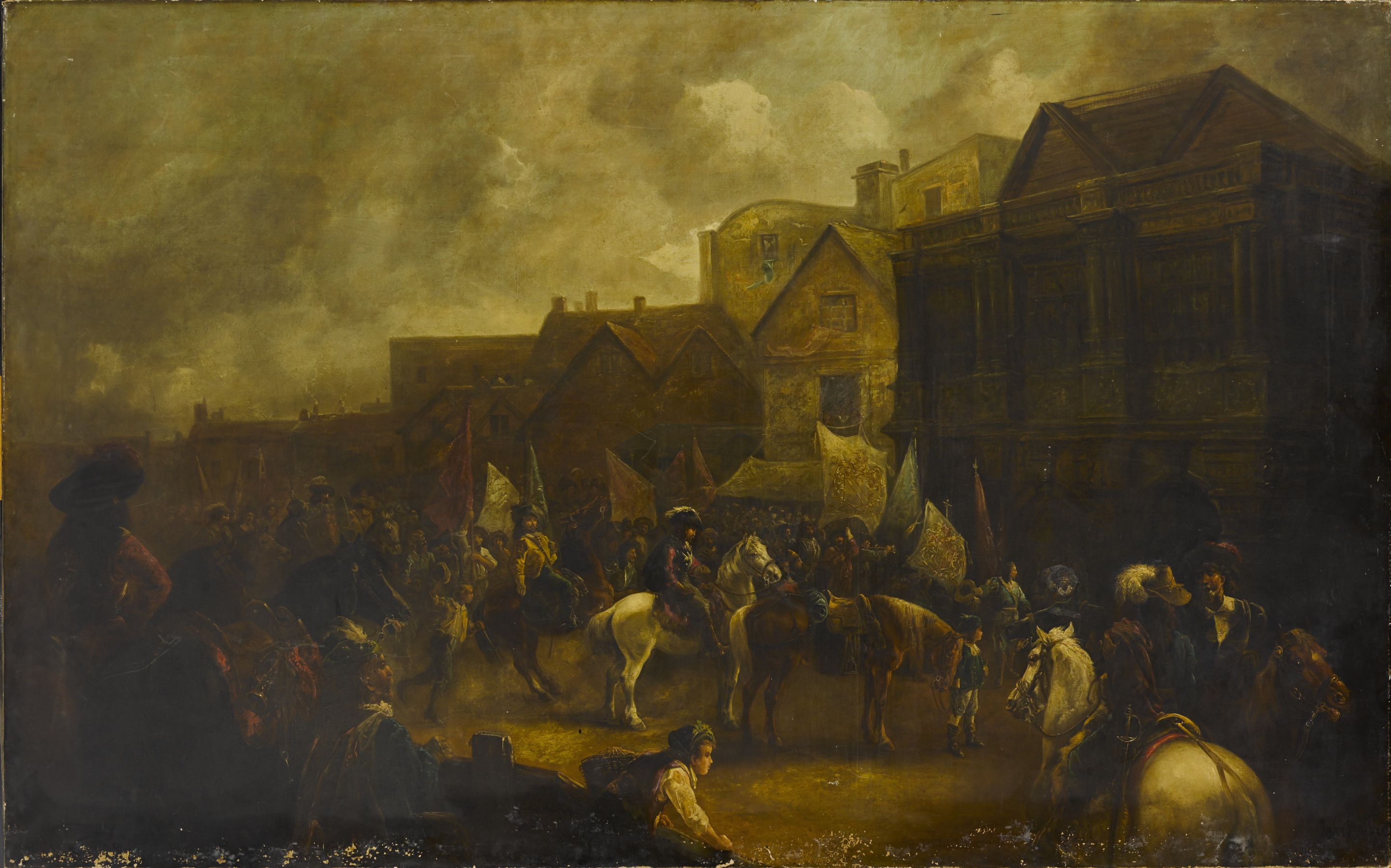
Soldados de Caballería ingleses durante el conflicto.

Los historiadores utilizan el nombre de "Guerra civil inglesa" para referirse de forma colectiva a las guerras civiles ocurridas en Inglaterra y Escocia. La guerra civil inglesa inició el 22 de agosto de 1642 —cuando el rey Carlos I de Inglaterra desplegó  el estandarte real frente a sus tropas en Nottingham— y culminó el 3 de septiembre de 1651 con la Batalla de Worcester. A pesar de que en Escocia hubo cierta resistencia por parte de los realistas, hasta la rendición del castillo de Dunnottar ante las fuerzas parlamentarias en mayo de 1652, dicho acontecimiento no se incluye en la guerra civil inglesa. En consecuencia esta se divide en tres partes: La primera guerra civil inglesa (1642-1646), la segunda guerra civil inglesa (1648-1649) y la tercera guerra civil inglesa (1649-1651).
Generalmente, la mayoría de relatos indican que los dos bandos que lucharon en las guerras civiles inglesas fueron: los realistas o cavaliers comandados por Carlos I de Inglaterra y las fuerzas parlamentarias o roundheads al mando de Oliver Cromwell. En el transcurso de las tres guerras, al igual que en muchas otras guerras civiles, la lealtad de los miembros de ambos ejércitos experimentó cambios significativos.

## Desarrollo
El enfrentamiento entre el poder parlamentario y el poder real se saldó a favor del primero, moderando el rey su política absolutista y viéndose controlado por el parlamento. Fue entonces cuando este aprobó numerosas leyes anti-absolutistas. Por ejemplo, se eliminó la Corte de la Cámara estrellada, se retiró el poder al rey de disolver el parlamento y se condenó a muerte a William Laud, arzobispo de Canterbury y al Conde de Strafford, gran aliado del rey.
La guerra civil dividió a las familias, mientras los estratos bajos reaccionaron con apatía. Fue una guerra de asedios y escaramuzas y no de grandes batallas. El Parlamento contaba con ventaja a largo plazo al disponer de los recursos humanos y económicos de Londres y de la ayuda de 20.000 escoceses. Por ello procuraron agotar a los realistas, cuyo principal general fue el príncipe Ruperto, sobrino de Carlos.
Las batallas más destacadas del conflicto fueron:
- Batalla de Edgehill
- Batalla de Adwalton Moor
- Batalla de Marston Moor
- Batalla de Naseby

Tras su retiro en 1629, Oliver Cromwell volvió al parlamento. Cuando estalló la guerra civil en 1642, reunió un regimiento de caballería, (los ironsides o costillas de hierro), para combatir en favor de la causa parlamentaria. Con este contingente logró un gran prestigio como militar durante la primera fase de la guerra.
El 25 de octubre de 1642 tuvo lugar la inconclusa batalla de Edgehill. Carlos I de Inglaterra tuvo oportunidad de tomar Londres pero se retiró incomprensiblemente. En la primavera de 1643 los realistas disfrutaron de varias victorias, pero agotada la munición, Carlos retrocedió. El invierno trajo consigo un estancamiento.
Antes de su muerte a finales de 1643, el líder del Parlamento. John Pym, firmó la Solemne Liga y Alianza, por la que los escoceses colaboraron con 20.000 hombres a cambio de una reforma religiosa en Escocia acorde con los principios presbiterianos.
En julio de 1644, tuvo lugar la mayor batalla de la guerra en Marston Moor, con victoria de los parlamentarios, quienes ocuparon después York y aseguraron el control del norte. Las disputas entre los generales parlamentaristas impidieron rematar entonces la guerra. En septiembre, los realistas tomaron Cornualles. Tras la batalla de Newbury, los dos ejércitos quedaron exhaustos.
Para resolver las luchas internas entre los generales parlamentarios, se dictó la Ordenanza Autoexcluyente, por la que los miembros del Parlamento no podían ejercer autoridad militar. Solo Oliver Cromwell quedó exento. Las tropas fueron reunidas en el Nuevo Ejército Modelo, mandado por Sir Thomas Fairfax. Carlos se vio obligado a retroceder hacia el norte, pero en julio de 1645, en la batalla de Naseby, la derrota realista desequilibró definitivamente la guerra.
En 1644 y 1645 los católicos escoceses, ayudados por los irlandeses, consiguieron espectaculares victorias en Escocia, pero en septiembre de 1645 fueron aplastados por la Alianza.
La capitulación de la ciudad realista de Worcester el 23 de julio de 1646, tras un asedio iniciado el 21 de mayo, supone el final de la primera parte de esta guerra civil. Se reiniciaría en 1648.

## Motivaciones
Las principales razones que impulsaron a la guerra a favor del bando del rey fueron:
- La profunda lealtad hacia el rey debido a la eficaz protección real proporcionada durante dos siglos.
- La pureza de espíritu cavalier,  que presagiaba la era cortesana de Carlos II, pero que todavía estaba profundamente matizada con la antigua indisciplina feudal.
- El militarismo de la nobleza de un experto soldado, que estuvo representado efectivamente por Ruperto del Rin, y finalmente
- una desconfianza generalizada hacia el puritanismo extremo, un sentimiento que según el vizconde de Falkland y otros estadistas era irrazonable y también intolerable para algunos realistas.

Todas estas razones motivaron a luchar a la infantería de la armada real. Según la percepción de los fuertes campesinos que fueron a la guerra siguiendo a sus terratenientes, los enemigos eran rebeldes y fanáticos. Para la caballería, compuesta mayoritariamente por la clase más noble, los rebeldes pertenecían a la burguesía. Mientras que los mercenarios de las guerras alemanas sentían desprecio por la milicia ciudadana.